# William Charles Wentworth

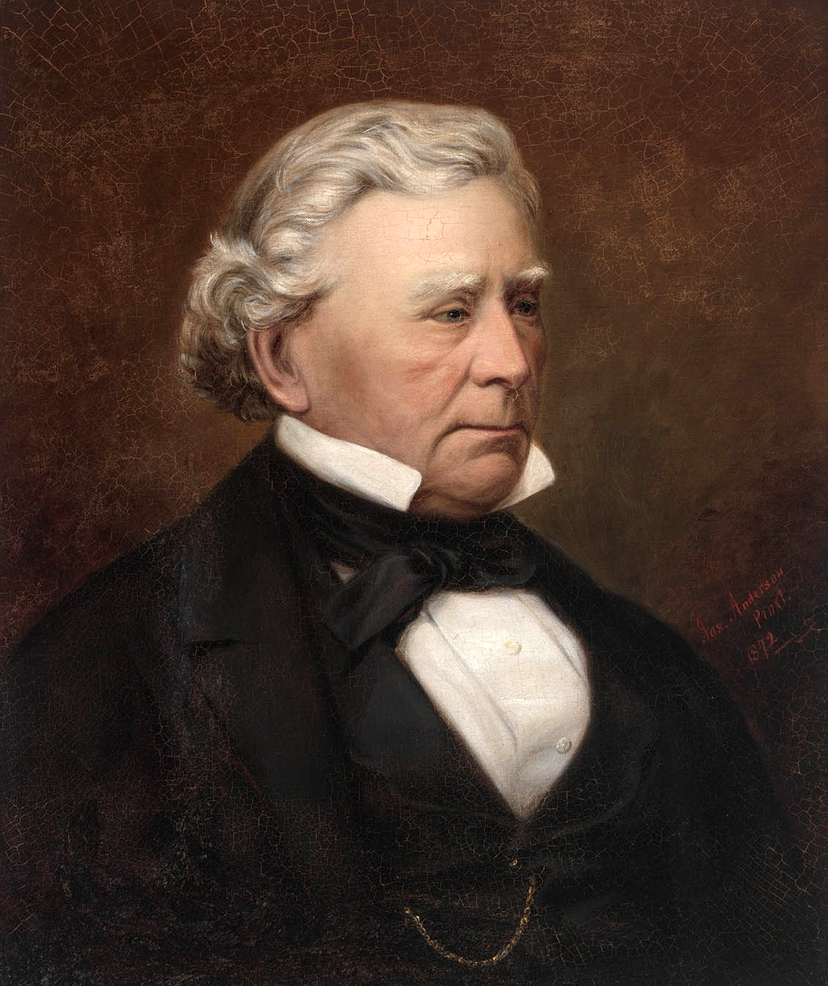
William Wentworth

William Charles Wentworth (* 13. August 1790, auf See; † 20. März 1872 in Dorset, England) war ein Schriftsteller, Entdecker, Journalist, Rechtsanwalt und Politiker; als letzterer eine der führenden Persönlichkeiten der jungen Kolonie New South Wales in Australien.
Er war der erste in Australien geborene Politiker, der außerhalb Australiens einen Ruf erlangte, da er die Selbstverwaltung der Kolonien in Australien forderte. Gemeinsam mit William Lawson und Gregory Blaxland gilt er als der erste Weiße, der die Blue Mountains überwand.

## Leben
Wentworths Eltern waren Catherine Crowley und D’Arcy Wentworth, der als Arzt auf Norfolk Island – einer Strafkolonie in der Tasmansee – abkommandiert war. Beide lernten sich vermutlich erst auf der Neptune der Second Fleet kennen, die am 19. Januar 1790 England verließ. Das Schiff erreichte Sydney im Juni 1790, wo das Paar auf die Surprize umschiffte. Als die Surprize Norfolk Island im August erreichte, war William Wentworth zwischenzeitlich auf See geboren. Seine Mutter Catharine Crowley war eine Strafgefangene im Teenageralter.
Die Familie siedelte im Jahre 1796 nach Sydney um, anschließend nach Parramatta, wo der Vater Land erwarb und wohlhabend wurde. Die Mutter starb 1800. William hatte zwei Brüder und vermutlich mindestens sieben Halbgeschwister.
1803 wurde William zusammen mit einem Bruder nach England gesandt, ursprünglich mit der väterlichen Absicht, dass der Sohn dort die für den Arztberuf notwendige Schulbildung erlangen sollte. Für dieses Berufsziel erwies er sich bald als ungeeignet. Er wechselte dann nach Greenwich an die Schule von Alexander Crombie, einem liberalen Gelehrten, der Werke in so verschiedenen Disziplinen wie Philologie, Politik, Wirtschaft, Landwirtschaft, Naturwissenschaften und Theologie publizierte. Als sich danach in England für William keine weitere berufliche Perspektive öffnete, kehrte er im Jahre 1810 nach Sydney zurück. Nach einem erfolgreichen Zwischenspiel als Jockey auf Pferden seines Vaters erhielt William Wentworth im Oktober 1811 seine erste Stellung bei Gouverneur Lachlan Macquarie und bekam Land am Nepean River zugewiesen. 1813 nahm Wentworth zusammen mit Gregory Blaxland und William Lawson im Auftrag von Macquarie an einer Expedition teil, die eine Route durch die Blue Mountains fand und damit den Weg ins Inland von New South Wales zur Besiedlung freigab (Blaxland-Expedition). Zur Belohnung für diese Leistung erhielten er und die weiteren Expeditionsmitglieder weiteres Land zugewiesen.
1816 reiste er wieder nach England, um an der Cambridge University Jura zu studieren. Dort veröffentlichte er auch das erste Buch eines Australiers: A Statistical, Historical, and Political Description of the Colony of New South Wales and Its Dependent Settlements in Van Diemen’s Land, With a Particular Enumeration of the Advantages Which These Colonies Offer for Emigration and Their Superiority in Many Respects Over Those Possessed by the United States of America. In diesem Buch spricht er sich für eine gewählte Versammlung aus, die New South Wales regieren sollte, für Gerichtsverhandlungen mit Geschworenen und eine Einwanderung freier Bürger anstelle von Strafgefangenen aus.
Sein Studium 1822 schloss Wentworth erfolgreich ab, wurde vor Gericht zugelassen und 1824 kehrte er nach Sydney zurück.
Als sein Vater D'Arcy Wentworth 1827 starb, erbte er das Vermögen und wurde so einer der reichsten Bewohner der Kolonie. Er erstand im Osten Sydneys das Grundstück mit Vaucluse House. Da seine Eltern nie geheiratet hatten und seine Mutter eine Strafgefangene gewesen war, wurde Wentworth nie Mitglied der «anerkannten» herrschenden Klasse. Verbittert von dieser Ablehnung wurde er der Führer der emancipist party, die gleiche Rechte und Status für Ex-Gefangene und deren Nachkommen anstrebte.
Als engagierter und begabter Redner sowie bissiger Journalist wurde Wentworth eine der führenden politischen Persönlichkeiten in der Kolonie der 1820er und 1830er Jahre. Er forderte nun öffentlich ein repräsentatives Parlament, die Abschaffung der Sträflingsdeportationen nach Australien, Gerichtsverhandlungen mit Geschworenen und eine freie Presse.
Er wurde ein erbitterter Gegner von Gouverneur Ralph Darling und dessen Gefolge, insbesondere des reichen Landbesitzer John Macarthur. Macarthurs Gegnerschaft mit Wentworth war sowohl persönlich als auch politisch: Macarthur beendete eine Beziehung zwischen seiner Tochter Elisabeth und Wentworth, da er seiner Tochter nicht erlaubte, jemanden zu heiraten, der einen Sträfling zum Elternteil hatte. Wentworth wurde in der Folge Vize-Präsident der Australian Patriotic Association und gründete die Zeitung The Australian (nicht identisch mit der im Jahre 1964 gegründeten The Australian), die erste Zeitung der Kolonie, die im Privatbesitz war, um seine Positionen zu verbreiten.
Ab 1840 veränderte sich die politische Landschaft von New South Wales: Die Deportationen von Gefangenen wurden abgeschafft und es gab ein gewähltes gesetzgebendes Parlament. Das dominierende Thema wurde die Entmachtung der Großgrundbesitzer. Wentworth nahm Partei für die Landeigner gegen die democratic party, die die Ländereien aufteilen und an kleine Farmer vergeben wollte. 1843 wurde er ins Parlament gewählt und wurde der Führer der conservative party und versöhnte sich mit Macarthur und dessen Anhängern. 1853 saß Wentworth einem Komitee vor, das eine Verfassung für New South Wales entwarf, die eine vollständige Selbstverwaltung und Unabhängigkeit von Großbritannien vorsah.
Wentworth trat 1856 von seinen Ämtern zurück und siedelte nach England um, wo er starb; begraben wurde er in Sydney. Seine Familienmitglieder blieben in der Gesellschaft von Sydney einflussreich; William Wentworth IV. war beispielsweise für die Liberal Party of Australia Mitglied des Parlaments von Australien in den Jahren von 1949 bis 1977.

## Familie
1829 heiratete Wentworth Sarah Cox (1805–1880), mit der er sieben Töchter und drei Söhne hatte:
- Thomasine Wentworth (1825–1913)
- William Charles Wentworth (1827–1859)
- Fanny Wentworth (1829–1893)
- FitzWilliam Wentworth (1833–1915) Vater von
  - William Charles Wentworth III (1871–1949) Vater von
    - William Charles Wentworth IV
    - Mungo Wentworth MacCallum
- Sarah Wentworth (1835–1857)
- Eliza Sophia Wentworth (1838–1898)
- Isabella Wentworth (1840–1856)
- Laura Wentworth (1842–1887)
- Edith Wentworth (1845–1891)
- D'Arcy Bland Wentworth (1848–1922)

Vor seiner Ehe wurde er Vater eines Kindes mit Jamima Eagar, von Edward Eagar verlassene Ehefrau.

## Nachwirkung
Die Städte Wentworth und Wentworth Falls sowie der Wahlkreis Division of Wentworth, die Wentworthwasserfälle in den Blue Mountains und die Wentworth Avenue in Canberra sind nach ihm benannt.
1963 gab Australia Post eine Briefmarke mit Wentworth, Blaxland und Lawson heraus, die an die Überquerung der Blue Mountains erinnert. und eine weitere 1974 zum Jahrestag der ersten Zeitungsveröffentlichung.

## Veröffentlichungen
- A Statistical Account of the British Settlements in Australasia (1819)
- Journal of an expedition, across the Blue Mountains, 11 May–6 June 1813. 1813
- Australasia: a poem written for the Chancellor’s Medal at the Cambridge commencement, July 1823. G. and W.B. Whittaker, London 1823